# Csupaszfejű pókvadász
A csupaszfejű pókvadász (Arachnothera clarae) a madarak (Aves) osztályának a verébalakúak (Passeriformes) rendjébe, ezen belül a nektármadárfélék (Nectariniidae) családjába tartozó faj.

## Rendszerezése
A fajt August Wilhelm Heinrich Blasius német ornitológus írta le 1890-ben.

## Alfajai
- Arachnothera clarae clarae W. Blasius, 1890
- Arachnothera clarae luzonensis Alcasid & Gonzales, 1968
- Arachnothera clarae malindangensis Rand & Rabor, 1957
- Arachnothera clarae philippinensis (Steere, 1890)[2]

## Előfordulása
A Fülöp-szigetek területén honos. Természetes élőhelyei a szubtrópusi és trópusi síkvidéki esőerdők és cserjések, valamint ültetvények. Állandó, nem vonuló faj.

## Megjelenése
Testhossza 17 centiméter.

## Természetvédelmi helyzete
Az elterjedési területe nagyon nagy, egyedszáma pedig stabil. A Természetvédelmi Világszövetség Vörös listáján nem fenyegetett fajként szerepel.